# Urosphena
Urosphena – rodzaj ptaków z podrodziny wierzbówek (Cettiinae) w obrębie rodziny wierzbówkowatych (Cettiidae).

## Rozmieszczenie geograficzne
Rodzaj obejmuje gatunki występujące w Azji.

## Morfologia
Długość ciała 9,5–10,5 cm, masa ciała 8–10 g.

## Systematyka
Rodzaj zdefiniował w 1877 roku brytyjski przyrodnik Robert Swinhoe w artykule poświęconym nowemu ptakowi ze wschodniej Azji, opublikowanym w czasopiśmie „Ibis”. Gatunkiem typowym jest (oznaczenie monotypowe) kusaczynka północna (U. squameiceps).

### Etymologia
Urosphena: gr. ουρα oura ‘ogon’; σφην sphēn, σφηνος sphēnos ‘klin’.

### Podział systematyczny
Do rodzaju należą następujące gatunki:
- Urosphena squameiceps (Swinhoe, 1863) – kusaczynka północna
- Urosphena whiteheadi (Sharpe, 1888) – kusaczynka brązowa
- Urosphena subulata (Sharpe, 1884) – kusaczynka białobrewa